# Opus sacerdotale Amici Israel
L'Opus sacerdotale Amici Israel est une association internationale fondée à Rome le 24 février 1926 avec pour objet la prière pour les juifs et l'apostolat en vue de leur conversion. Dès la première année de son existence, y adhérèrent 18 cardinaux, 200 évêques, et environ 2000 prêtres. La première mission que se donna l’association consistait à faire supprimer le mot perfidis qui qualifiait le peuple juif dans la prière du Vendredi saint.
Cette réforme fut rejetée par la Curie et l'Opus fut dissous par le Saint-Office en mars 1928.

## Histoire de l'Opus sacerdotale

### Le contexte
La création des Amici Israel intervint dans un contexte où les espérances sionistes étaient très présentes. En 1917 avait eu lieu la déclaration Balfour par laquelle le Royaume-Uni se déclarait en faveur de l'établissement en Palestine d'un foyer national pour le peuple juif.
Certains catholiques y virent un signe encourageant, et prônaient une « amitié catholique-sioniste » qui pourrait faciliter la conversion des juifs, dans l'esprit de la théologie de la substitution prévalant à l'époque. Jacques Maritain arguait alors qu'« un témoignage catholique de sympathie pour le sionisme aurait une grande influence sur bien des jeunes Juifs, travaillés par la grâce de Dieu et qui seraient prêts à demander le baptême s’ils ne pensaient pas renier par là les intérêts de leur race et de leur nationalité ».
Un « rapport sur le sionisme », rédigé par Louis Massignon et Maritain, fut soumis en ce sens à Pie XI, en 1925, qui recommanda la réserve. Le pape ne souhaitait pas l'implication directe des catholiques ou du Saint-Siège en faveur de la cause sioniste, et conseillait à Maritain de garder une attitude prudente.

### La création de l'association
L'Opus sacerdotale Amici Israel fut créé le 24 février 1926, avec pour objet la prière pour les juifs et l'apostolat en vue de leur conversion. Cet apostolat était aussi représenté, à l'époque par d'autres mouvements, comme la Congrégation de Notre-Dame de Sion, fondée en 1852 et l’Association de Prières pour Israël, qui existait depuis 1903,. L'Opus sacerdotale Amici Israel avait à sa tête un prêtre néerlandais, Anton Van Asseldonk, procureur général de l'ordre des Croisiers à Rome. Franceska van Leer, juive convertie au catholicisme, eut également de l'importance lors de la création de l'association ; elle la fit connaître par de nombreuses conférences, qui apportèrent également un financement.
D'emblée, l'association bénéficia du soutien de plusieurs cardinaux de la Curie, dont le cardinal néerlandais van Rossum, préfet de la congrégation pour la propagation de la foi, et de théologiens comme Réginald Garrigou-Lagrange.
Dès la première année de son existence, y adhérèrent 18 cardinaux, 200 évêques, et environ 2000 prêtres. Deux ans plus tard, l'association comptait 19 cardinaux, 300 évêques et 3000 prêtres.
Les projets de l'Opus sacerdotale étaient exposés dans des brochures écrites en latin et diffusées dans le clergé. L'idée de convertir les Juifs au christianisme y était également incluse ; il s'agissait pour supprimer les obstacles à cette conversion de « propager les idéaux du sionisme parmi les catholiques » tout en appelant les catholiques à un « apostolat fondé sur l'amour et la charité ».

### La réforme manquée de la «prière pour les juifs»
Le 2 janvier 1928, Benedetto Gariador, président de l'association des Amis d'Israël, et Anton Van Asseldonk, présentent une requête à l'Église afin qu'elle modifie la prière du Vendredi saint pour les Juifs. Ils demandent la suppression de l'adjectif perfidis dont on qualifiait les Juifs (Oremus et pro perfidis Judaeis), ainsi que le rétablissement de la génuflexion pendant cette prière. Le pape Pie XI, qui avait entretenu de bonnes relations personnelles avec le grand-rabbin de Milan, Alessandro Da Fano, plusieurs fois reçu en audience privée au Vatican, transmit à la Congrégation des rites la demande de réforme et il chargea le futur cardinal Schuster, spécialiste de l'histoire de la liturgie, d'examiner la question. La congrégation des Rites émit un avis positif, et demanda l'aval du Saint-Office. La Curie, cependant, eut une réaction très négative, qui culmina dans un Votum très dur du secrétaire du Saint-Office, le cardinal Merry del Val, lui-même membre des Amici Israel,. Au-delà de la question elle-même se posait un problème de méthode : « Si vous commencez à réformer la liturgie, on n'en finira plus ». Il s'agissait, en effet, d'une prière ancienne, « consacrée par les siècles ». Si l'on avait accepté de mettre la main à une telle réforme, au nom de quel critère aurait-on pu éviter d'aborder mille autres problèmes liturgiques et doctrinaux encore plus manifestes ? Il serait devenu inévitable de convoquer un nouveau concile, pour lequel on ne pensait pas que le temps était mûr. D'autre part, Pie XI se déclarait « peu convaincu » par les campagnes prosionistes de l'Opus sacerdotale, qui travaillait en liaison avec les représentants du mouvement sioniste européen, dont Viktor Jacobson et Albert Cohen.

### La dissolution
La Congrégation pour la doctrine de la foi décida de dissoudre l'association (25 mars 1928) et d'imposer une rétractation aux principaux partisans de la modification liturgique, y compris le futur archevêque de Milan, le cardinal Schuster. Pie XI voulut pourtant, pour autoriser cette décision, que fût incluse une ferme condamnation de la haine envers les Juifs :
« Comme il réprouve toutes les haines et les animosités entre les peuples, le Saint-Siège condamne résolument la haine contre un peuple déjà élu par Dieu, haine qu'aujourd'hui on désigne vulgairement sous le nom d'antisémitisme ».
Peu après la dissolution, deux articles de commentaires sur la décision du pape, et signés Enrico Rosa (it) (1870-1938), parurent dans Civiltà Cattolica et L'Avvenire d'Italia - deux sources catholiques autorisées. Rosa condamne la « forme non chrétienne d'antisémitisme » fondée sur la « race » ce qu'il considère comme « mauvais », mais il met également en garde contre l'excès inverse dans lequel seraient, selon lui, tombés les Amici Israel. Il appelle à garder une « saine perception du danger que constituent les Juifs » pour le bien du peuple catholique, en raison de leur influence politique et culturelle croissante et pour avoir été les guides des grandes révolutions qui, depuis 1789, auraient persécuté l'Église.

## Causes de la dissolution
En raison du secret habituellement attaché aux sanctions disciplinaires de l'autorité ecclésiastique, les causes de la dissolution des Amici Israel sont sources de diverses conjectures.
Selon les revues de l'époque, à partir d'une relative « hébraïsation de l'Église », une fraction des Amici Israel souhaitait la conversion entière et totale du peuple juif.
En 1999, l'historien Philippe Chenaux déclarait encore que « les motifs réels d'une telle dissolution n'ont pas encore été totalement élucidés ». Il remarquait : « Encouragée à ses débuts en haut lieu, l'association était devenue suspecte. » Philippe Chenaux souligne l'action de l'entourage de Stanislas Fumet, où prévalait l'idée que « les deux Testaments sont un seul » et qu'il fallait créer « une Église catholique juive, semblable à l'Église grecque catholique, à l'Église slave catholique... »
En 2003, faisant  allusion, dans son livre, à « l’article bien informé de M. Macina, "Causes de la dissolution d’Amici Israel", Philippe Chenaux semble se rallier à la thèse de cet auteur en soulignant le rôle défavorable des imprudences apostoliques du fondateur, le P. Van Asseldonk.
En 2003, l'ouverture des archives vaticanes couvrant le pontificat de Pie XI a permis d'étudier plus avant la question des Amici Israel. D'après Laurence Deffayet, la demande de modification de la prière du Vendredi saint a été mal perçue par le Saint-Office. Cette demande a, en outre, attiré l'attention sur le dernier bulletin de l'Opus sacerdotale (Pax super Israël), daté de janvier 1928. Le Saint-Office a alors relevé le caractère trop original du mouvement et ses divergences avec l'enseignement traditionnel de l'Église sur le judaïsme. Cette prise de conscience aurait favorisé la dissolution rapide de l'association.

## Postérité
En 1959, le pape Jean XXIII supprima les termes perfidis et perfidiam, qui figuraient dans l’oraison du Vendredi saint.